# بانک بین‌المللی کویت
بانک بین‌المللی کویت (انگلیسی: Kuwait International Bank) شرکت خدمات مالی و بانکداری کویتی است، که در سال ۱۹۷۳ تأسیس شد.